# 陈庄站
陈庄站是一个侯西线上的铁路车站，位于陕西省蒲城县贾曲乡陈庄，建于1971年，目前为四等站，邮政编码为715511。车站由西安局集团韩城车务段管辖，原仅有西安—韩城慢车停靠，2021年10月起有CR200J担当的C字头列车停靠；货运办理整车货物发到，不办理怕湿货物到达。设有通往中国飞行试验研究院的专用线。